# Jozef Hrušovský
Jozef Hrušovský (* 1956 Spišská Nová Ves) je slovenský hudební pedagog, etnomuzikolog, hudební skladatel a upravovatel zejména lidových písní a tanců východního Slovenska.

## Profesní životopis
- 1972–1976 – gymnázium
- 1976–1982 – Pedagogická fakulta UPJŠ
- 1982–1983 – Vojenský umělecký soubor v Bratislavě
- 1983–2014 – vysokoškolský učitel PU v Prešově
- 1995–1996 – šéfdirigent, sbormistr a vedoucí orchestru v uměleckém souboru PUĽS, Divadla Alexandra Duchnoviče v Prešově
- 1996–1997 – hudební redaktor Národnostno-etnického vysílání Slovenského rozhlasu v Prešově
- 2006 – obhajoba dizertační práce Sláčikové lidové hudby regiónu východního Slovenska, zisk akademického titulu PhD.
- od 2007– spolupracovník Slovanského ústavu Akademie věd České republiky v oblasti etnomuzikologického výzkumu
- od 2014 – ředitel Základní umělecké školy J. Pöschla, Prešov

## Umělecké aktivity
- 1976–1982 – cimbalista v lidové hudbě Vysokoškolského folklórního souboru Torysa, akademického uměleckého tělesa Prešovské univerzity
- 1980–1982 – vedoucí lidové hudby VŠFS Torysa
- 1983–1986 – vedoucí pěvecké skupiny VŠFS Torysa
- 1986 –2012 – vedoucí lidové hudby VŠFS Torysa
- 1987–1992 a 1998–2014 – umělecký vedoucí VŠFS Torysa
- 1982–1992 – cimbalista ve Vojenském uměleckém souboru v Bratislavě, ve folklórním souboru Šarišan z Prešova (absolvování desítek veřejných vystoupení a zahraničních zájezdu, např. Francie, Španělsko, Portugalsko, Rakousko, Belgie, Luxemburk, Německo, Holandsko, Bulharsko, Rumunsko, USA, Kanada, Jugoslávie, Řecko, Kanada, Polsko, Ukrajina, Maďarsko, Česká republika, atd.)
- 2007–2018 – hráč na kontrabasu, Lidová hudba Stana Baláže, DFSk Raslavičan, Raslavic

Umělecká spolupráce a autorství folklórní hudby amatérských i profesionálních uměleckých těles (Slovenský rozhlas Bratislava – OĽUN, Košice – Lidová hudba Karička, Prešov – Redakce národnostně-etnického vysílání, folklórní soubor Klnka z Bratislavy, Ponitran z Nitry, Mladost z Banské Bystrice, Marína ze Zvolena, Jahodná z Košic, Haviar z Rožňavy, Čerhovčan z Bardejova, Kalina a Chemlon z Humenného, Špitaľska ľudovka, Dúbrava, Šarišanček, Rozmarija, Šarišan, Torysa a PUĽS z Prešova, Kapušanske richtaroše z Kapušan
Od roku 1992 – hudebně-režijní a dramaturgická spolupráce se Slovenským rozhlasem NEV Prešov a Košice (realizace více než 300 hudebních režií, rozhlasových studiových i terénních audiosnímků)
- autor více než 900 titulů hudebních zpracování slovenských lidových písní a tanců
- autor cyklu hudebně-slovních relací Slovenského rozhlasu v Bratislavě o významných romských muzikantech s názvem „Nejlepší romští primáši“
- autor scénářů mnoha hudebních akcí celovečerního programového rozsahu
- autor regionálního folklórního festivalu „Kapušianske folklórne dni“ v Kapušanoch u Prešova
- režijní i autorská spolupráce s hudebními vydavatelstvími v oblasti folklórní i zábavné hudby. (Akcent – Bratislava, Dub-Art – Prešov, A.L.I. Bratislava, Hudební vydavatelství Slovenského rozhlasu v Bratislavě, Hudební vydavatelství Kvietok – Prešov, Videorohaľ – Bardejov, Volčko – Košice apod.)
- 2014 – zisk ocenění Slovenského hudebního fondu a Spolku hudebního folklóru v Bratislavě za rok 2014 – "Cena Pavla Tonkoviča" za pedagogickou, etnomuzikologickou a hudebně-upravovatelskou činnost.

## Vědecká a publikační činnost
- cca 50 uměleckých projektů
- 50 festivalů a koncertů folklórní hudby
- cca 30 prezentací na vědeckých (uměleckých) konferencích, kongresech atd.

## Publikace
- Matúš,F.- Hrušovský,J.: Krása životu '83 (Sbírka lidových písní ze Šariše. Okresní osvětové středisko, Prešov, 1985.)
- Matúš,F.- Hrušovský,J.: Krása životu '84 (Sbírka lidových písní ze Šariše. Okresní osvětové středisko, Prešov, 1986.)
- Hrušovský,J.: Krása životu '85 (Sbírka lidových písní ze Šariše. Okresní osvětové středisko,, Prešov, 1987.)
- HRUŠOVSKÝ, J.: Sláčikové lidové hudby regionu východního Slovenska. Lidová hudba a písně Zámutova. (Monografie) ISBN 978-80-8068-704-5, 2007.
- ŠIŠKOVÁ, R., MUŠINKA, M., HRUŠOVSKÝ, J.:2009: Vyprávění a písně Rusínu z východního Slovenska. Jihokarpatská ukrajinská nářečí v autentických záznamech. (monografia). Vydal Slovanský ústav Akadémie věd Českej republiky, Euroslavica, Praha 2009. ISBN 978-80-86420-35-6 (312s.+2 CD)

- AMBRÓZOVÁ, J., HRUŠOVSKÝ, J., RENDOŠ, M.: 2010. Abov a Zemplín.  Edícia Ľudové piesne regiónov Slovenska. Národné osvetové centrum, Bratislava. ISBN 978-80-7121-322-2
- AMBRÓZOVÁ, J., HRUŠOVSKÝ, J., RENDOŠ,M.: 2010. Spiš a Šariš. Edícia Ľudové piesne regiónov Slovenska. Národné osvetové centrum, Bratislava. ISBN 978-80-7121-322-2